# ساندرو (لاعب كرة قدم برازيلي)
ساندرو (بالبرتغالية: Alexsandro Oliveira Duarte‏) هو لاعب كرة قدم برازيلي في مركز الوسط، ولد في 10 يناير 1981 في Janduís ‏ في البرازيل. لعب مع نادي أنابولينا ونادي أيه بي سي ونادي إيتوانو ونادي سوان تان سايغون ونادي كروزيرو ونادي كريسيوما.

## وصلات خارجية
- ساندرو (لاعب كرة قدم برازيلي) على موقع قاعدة بيانات كرة القدم.إي يو (الإنجليزية)